# 10177 Ellison
A 10177 Ellison (ideiglenes jelöléssel 1996 CK9) a Naprendszer kisbolygóövében található aszteroida. A Spacewatch program keretében lett felfedezve 1996. február 10-én.